# سيلا بورزاني
سيلا بورزاني (بالمجرية: Borsányi Csilla)‏ مواليد 2 أغسطس 1987 في المجر، هي لاعبة كرة مضرب مجرية. أعلى تصنيف لها في الفردي كان 701. أعلى تصنيف لها في الزوجي كان 552.

## النهائيات

### الزوجي (4–2)
| الحصيلة | الرقم | التاريخ       | الدورة        | الأرضية | الشريك      | المنافس                          | النتيجة          |
| ------- | ----- | ------------- | ------------- | ------- | ----------- | -------------------------------- | ---------------- |
| الفوز   | 1.    | 30 مايو 2006  | جيور، المجر   | ترابية  | فيراج نيميث | نيكولا فاجدوفا باتريسا فرشوفا    | 6–4, 6–4         |
| الوصافة | 1.    | 23 يوليو 2012 | باليتش، صربيا | ترابية  | أغنيس بوكتا | كارين مورجوشوفا لينكا تفاروشكوفا | 7–5, 4–6, [8–10] |

## روابط خارجية
- سيلا بورزاني على موقع رابطة محترفات التنس (الإنجليزية)
- سيلا بورزاني على موقع الاتحاد الدولي لكرة المضرب (الإنجليزية)